# 螣蛇增六
仙女座10，又名BD+41 4752，HD 219981、SAO 52914、HR 8876，是仙女座的一颗恒星，视星等为5.79，位于銀經105.3，銀緯-17.64，其B1900.0坐标为赤經23h 15m 6.6s，赤緯+41° -17.64′ 50″。